# Чонси, Израэль
Израэль Чонси (англ. Israel Chauncy; 1644 год, Сичуэйт, Колония Массачусетского залива — 14 марта 1703 года, Стратфорд, Колония Коннектикут) — священник, один из основателей Йельского университета.

## Биография
Родился в 1644 году в семье священника Чарльза Чонси (1592—1672), в будущем 3-го президента Гарвардского колледжа (1654—1672) и Кэтрин «Эйр» Чонси (1604—1667). Израэль Чонси в 1661 году окончил Гарвардский колледж. В 1663 году принял сан священника и стал пастором в Конгрегатской церкви в Стратфорде (Колония Коннектикут).
Израэль Чонси служил в армии капелланом и хирургом во время войны Короля Филипа (1675—1676), за что был пожалован 200 акрами земли в октябре 1681 года.

## Йельский университет
В 1700 году десять священников (все выпускники Гарвардского колледжа, разочаровавшиеся в образовании, полученном в колледже) собрались в Брэнфорде (Коннектикут), чтобы обсудить создание нового колледжа, который будет способен избежать ошибок, допущенных Гарвардом. В 1701 году, получив хартию от колониальной Генеральной Ассамблеи (выданную с целью обучать поколения «образцовых мужей»), они официально начали работу над созданием Коллегиальной школы в Брэнфорде, так тогда был назван будущий Йельский университет. Среди основателей будущего университета был и Израэль Чонси.
Первоначально, совет основателей хотел избрать первым ректором школы Израэля Чонси, но он отказался от этого поста.

## Семья
Израэль Чонси был женат два раза. Его первой женой была Мэри Николс, второй женой была Сара Хадсон.
Два сына Израэля Чонси стали священниками: Чарльз Чонси (1668—1714) и Исаак Чонси (1670—1745), а дочь — Абигейл (1701—1784) вышла замуж за священника Джона Грэма.